# Prostornina
Prostornína ali volúmen (oznaka V) je fizikalna količina, ki pove, koliko prostora zaseda telo. Je ena osnovnih termodinamskih spremenljivk.
Mednarodni sistem enot predpisuje za prostornino enoto m3. Druge enote za merjenje prostornine so še mikroliter, mililiter, žlička, žlica, tekoča unča, skodelica, pinta, liter, kvart in galona.

## Prostornine geometrijskih teles
Prostornine preprostih geometrijskih teles je moč enostavno analitično izraziti:
- kocka z robom a:

{\displaystyle V=a^{3}\!\,}
- kvader s stranicami a, b in c:

{\displaystyle V=abc\!\,}
- krogla s polmerom r:

{\displaystyle V={\frac {4\pi }{3}}r^{3}\!\,}
- valj s polmerom r in višino h:

{\displaystyle V=\pi r^{2}h\!\,,}
- stožec s polmerom r in višino h:

{\displaystyle V={\frac {\pi }{3}}r^{2}h\!\,.}